# OM Titano 2
L'OM Titano, est le nom d'un modèle de camion extra lourd à cabine avancée fabriqué par le constructeur italien OM de 1961 à 1970. Ce nom OM Titano avait déjà été utilisé auparavant pour un modèle lourd à capot des années 1930.
Son nom, qui veut dire « Titan » en italien, en dit long sur les intentions du constructeur concernant les caractéristiques de ce camion.

## Histoire
Après avoir lancé avec succès ses véhicules à cabine avancée OM Orione et Super Orione, dans la catégorie lourde, dès la reprise de son activité au lendemain de la Seconde Guerre mondiale, OM décide de remplacer cette gamme par le nouveau Titano 2 en 1961. Bénéficiant d'un châssis des plus robustes, capable d'assurer l'équilibre du futur titan du marché italien, en version 6x4 et 8x4 avec 4 essieux de série, l'OM Titano sera reconnu dans le monde du transport lourd de route comme de chantier comme le meilleur des camions de sa catégorie.

Ce camion avait un PTC autorisé en Italie de 40 tonnes et pouvait recevoir soit une benne trilatérale soit un malaxeur de 13 m3 avec une pompe à béton. Il a aussi beaucoup été utilisé dans les carrières et notamment à Carrare où les blocs de marbre ne pèsent jamais moins de 35 tonnes. Il connaîtra une version tracteur 4x2 pour l'exportation et 6x4 pour le marché italien. 
Il servira également de base pour les engins spéciaux des aéroports et les convois exceptionnels. En version chantier attelé à une remorque, son poids total roulant atteignait (légalement) les 56 tonnes.
Très concurrencé en Italie par les Fiat 693 et Lancia Esagamma, le Titano sera aussi exporté en Suisse et en Allemagne pour les transports exceptionnels. L'OM Titano 2 a été très peu importé en France en raison du code de la route français qui limite ce type de véhicule à un PTC de 26 tonnes alors qu'il était conçu pour le double !! Seuls quelques exemplaires en version tracteur de semi-remorques pour transports exceptionnels ont été immatriculés.
Le moteur était un fabuleux OM 6 cylindres en ligne diesel avec compresseur volumétrique, à injection directe de 10 310 cm3 développant 230 ch DIN à 2 200 tr/min et d'un couple de 92 mdaN à 1 200 tr/min.
- 1955 : SuperOrione, cylindrée 11 360 cm3, 170 ch
- 1961 : Titano 2, 6L, 10 310 cm3, turbocompressé 230 ch
- 1966 : Titano 2 2e série 11 150 cm3, turbocompressé 260 ch

La production du Titano cessa en 1972. OM faisant partie du groupe FIAT depuis 1936, le Titano 2sera remplacé par le Fiat 300 en version 6x4 et sa variante Girelli en 8x4.